# إكس بوكس ستور
إكس بوكس ستور (بالإنجليزية: Xbox Store) أو كما يُعرف سابقًا باسم  إكس بوكس لايف ماركت بليس (بالإنجليزية: Xbox Live Marketplace) هي سوق افتراضية مصممة لنظام ألعاب مايكروسوفت إكس بوكس 360 الذي يتيح لأعضاء إكس بوكس لايف بتنزيل المحتوى المشترى أو الترويجي. الخدمة تقدم عروض الألعاب و الأفلام ، مخزن الفيديو ، تجارب للألعاب ،ألعاب إكس بوكس لايف آركيد ،إكس بوكس لايف إيندي جيمز (معروفة سابقا بـ ألعاب المجتمع) ، ألعاب حسب الطلب (لـ إكس بوكس 360 و إكس بوكس)، محتوى قابل للتحميل مثل حزم الخرائط ، صور اللاعب (المعروفة بـ أفاتار) ، و سمات لواجهة إكس بوكس 360 (داشبورد) .

## وصلات خارجية
- الموقع الرسمي